# Libkovice pod Řípem
Libkovice pod Řípem település Csehországban, a Litoměřicei járásban. Libkovice pod Řípem Kostomlaty pod Řípem, Krabčice, Bechlín, Horní Počaply és Cítov településekkel határos. Lakosainak száma 528 fő (2024. január 1.).

## Népesség
A település lakosságának változását az alábbi diagram mutatja:
| Lakosok száma | 595  | 676  | 658  | 530  | 563  | 488  | 553  | 560  | 526  | 528  |
|               | 1869 | 1890 | 1921 | 1950 | 1980 | 2001 | 2017 | 2019 | 2022 | 2024 |